# Pinacoteca e museo civico di Volterra

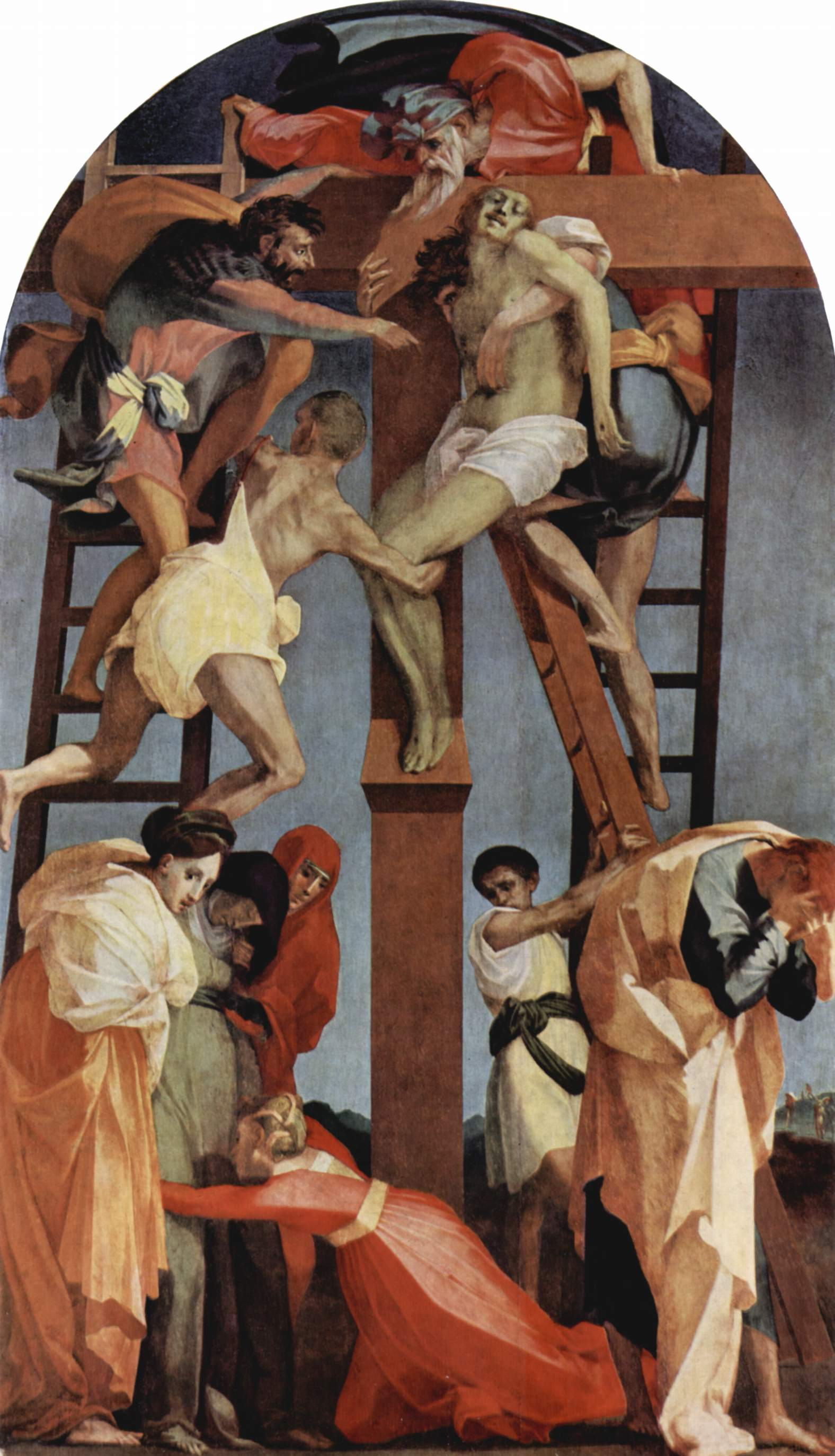
Rosso Fiorentino, Deposizione della Croce

La Pinacoteca e museo civico di Volterra ha sede nel palazzo Minucci-Solaini, in via dei Sarti, 1.

## Storia
All'inizio del XX secolo il soprintendente Corrado Ricci puntò a realizzare una raccolta di opere d'arte della città. Scelse opere che non si trovavano più nei loro luoghi di origine o perché gli edifici che li avevano ospitati erano pericolanti o perché soppressi tra la fine del Settecento e i primi dell'Ottocento. Già nel corso del XIX secolo nel Palazzo dei Priori si era formata una discreta collezione; così come nella cappella di San Carlo, nel duomo cittadino, erano stati ricoverati un buon numero di opere provenienti da molte chiese.
Il 7 settembre 1905 veniva così inaugurata la raccolta nella prestigiosa sede del Palazzo dei Priori, precisamente al secondo piano. Uno dei primi ospiti illustri fu Gabriele D'Annunzio nell'ottobre 1909: nel suo Forse che sì forse che no vengono descritti alcuni quadri della collezione, tra i quali la celebre Deposizione di Rosso Fiorentino, fin dall'inizio l'opera cardine della raccolta.
A causa del secondo conflitto mondiale, la pinacoteca restò chiusa fino al 1948.
Una svolta si ebbe nel 1981 con la mostra Momenti dell'arte a Volterra, allestita nel Palazzo Minucci-Solaini: molte delle opere della raccolta furono qui trasferite in questa sede dal Palazzo dei Priori. La mostra ebbe un successo tale da indurre le autorità a pensare di trasferire nella nuova sede l'intera raccolta per poter creare un nuovo museo con un nuovo, migliore, allestimento: il 21 luglio 1982 si inaugurava così la nuova sede nel Palazzo Minucci-Solaini.

## La collezione
La Pinacoteca ospita molte opere di pregio fra cui:
- Deposizione della Croce di Rosso Fiorentino
- Annunciazione (1491) e Vergine in trono e santi (1491) di Luca Signorelli
- Madonna della Rosa, Madonna in trono con Bambino e santi e Santi Nicola da Tolentino e Piero di Taddeo di Bartolo
- Cristo in Pietà di Francesco di Neri da Volterra
- Madonna col Bambino di Jacopo di Michele
- Madonna detta dal collo lungo di Stefano di Antonio di Vanni
- San Sebastiano fra Santi Bartolomeo e Nicola di Neri di Bicci
- Presepe e Scene della vita della Vergine di Benvenuto di Giovanni
- Cristo in gloria con quattro santi e un donatore di Domenico Ghirlandaio
- Adorazione dei pastori e Compianto su Cristo morto di Pieter de Witte
- Natività della Vergine di Donato Mascagni
- Annunciazione, Immacolata Concezione e Compianto su Cristo Morto del Pomarancio

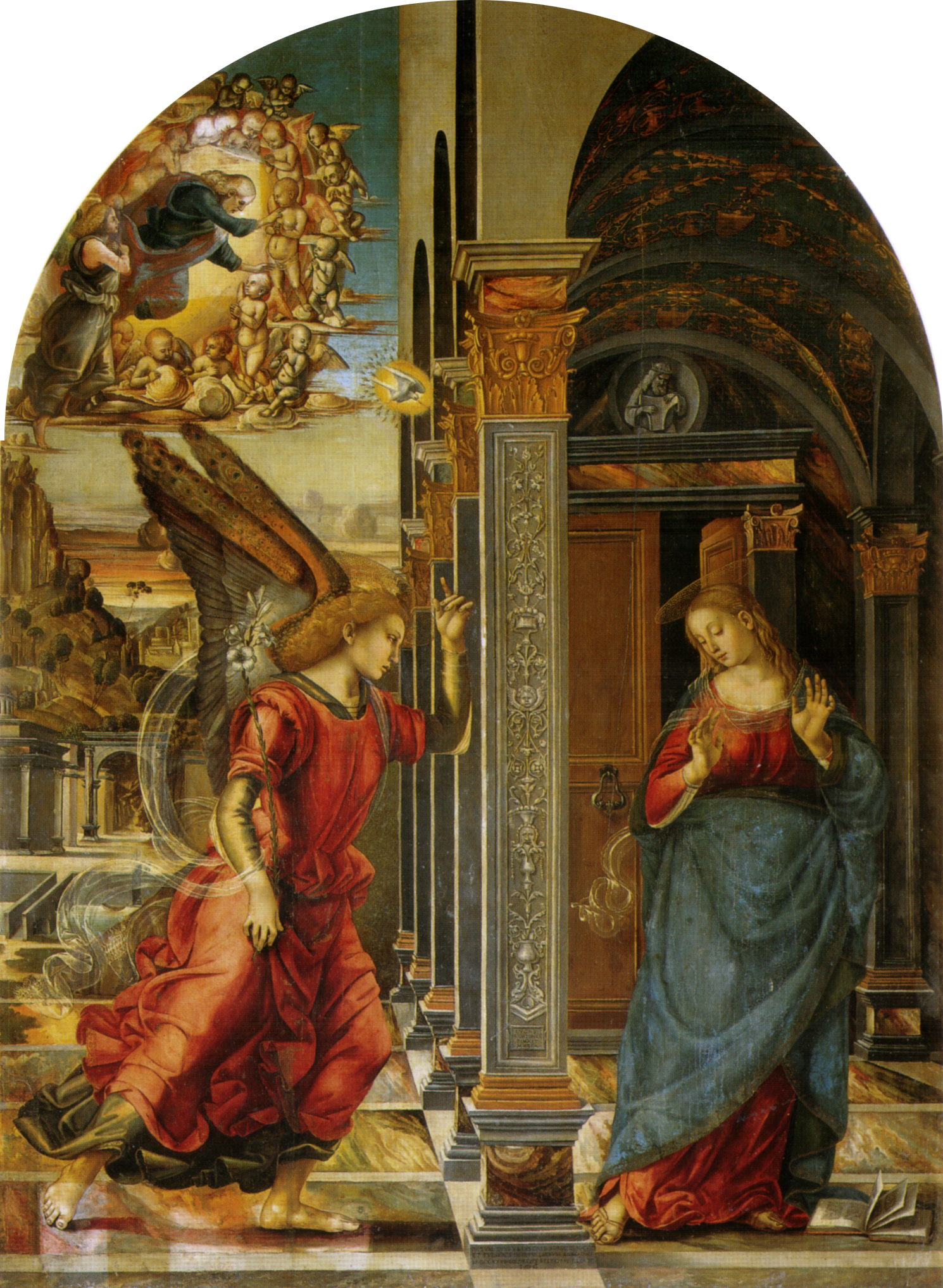
Luca Signorelli, Annunciazione affresco
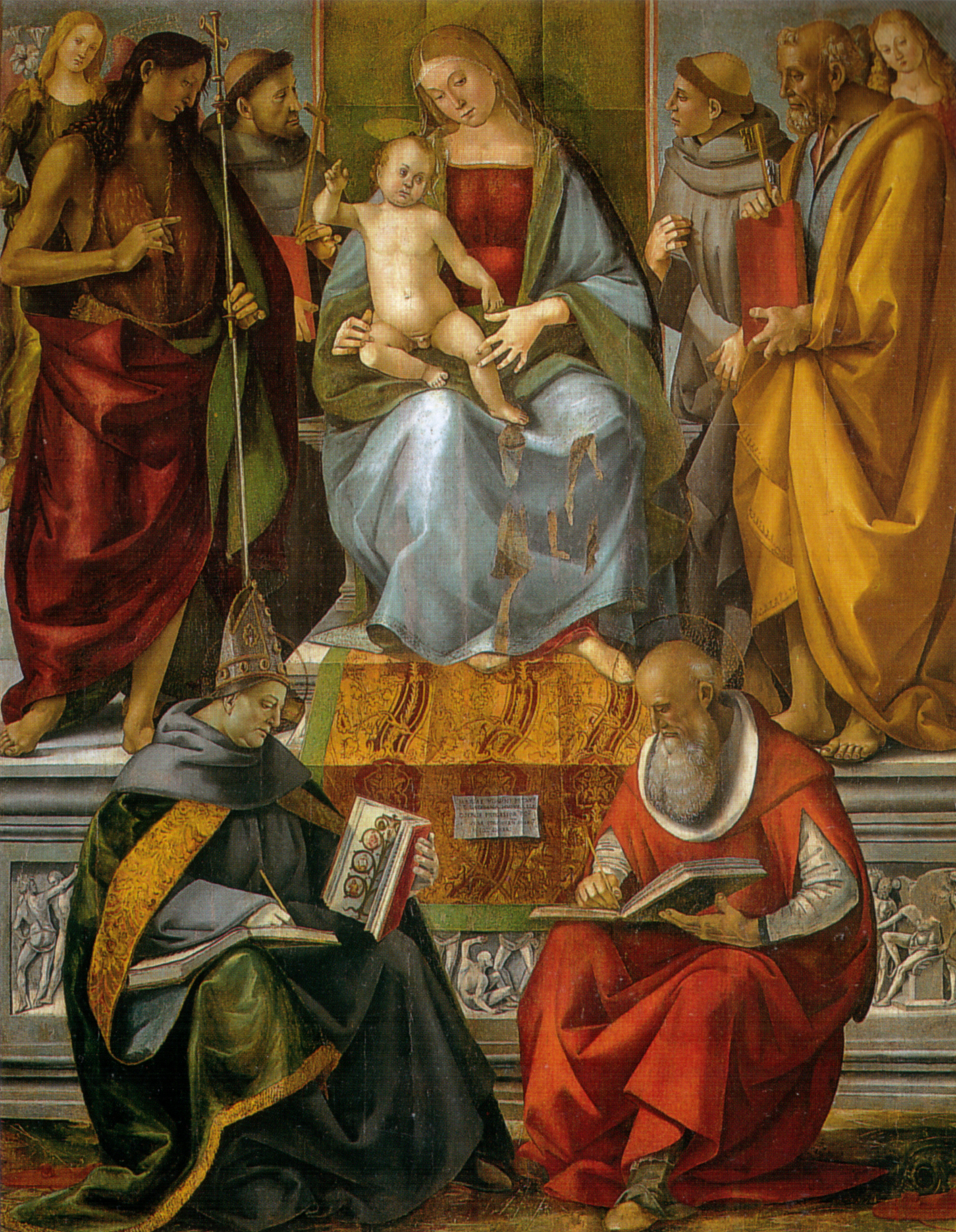
Luca Signorelli, Vergine in trono e santi, tempera su tavola
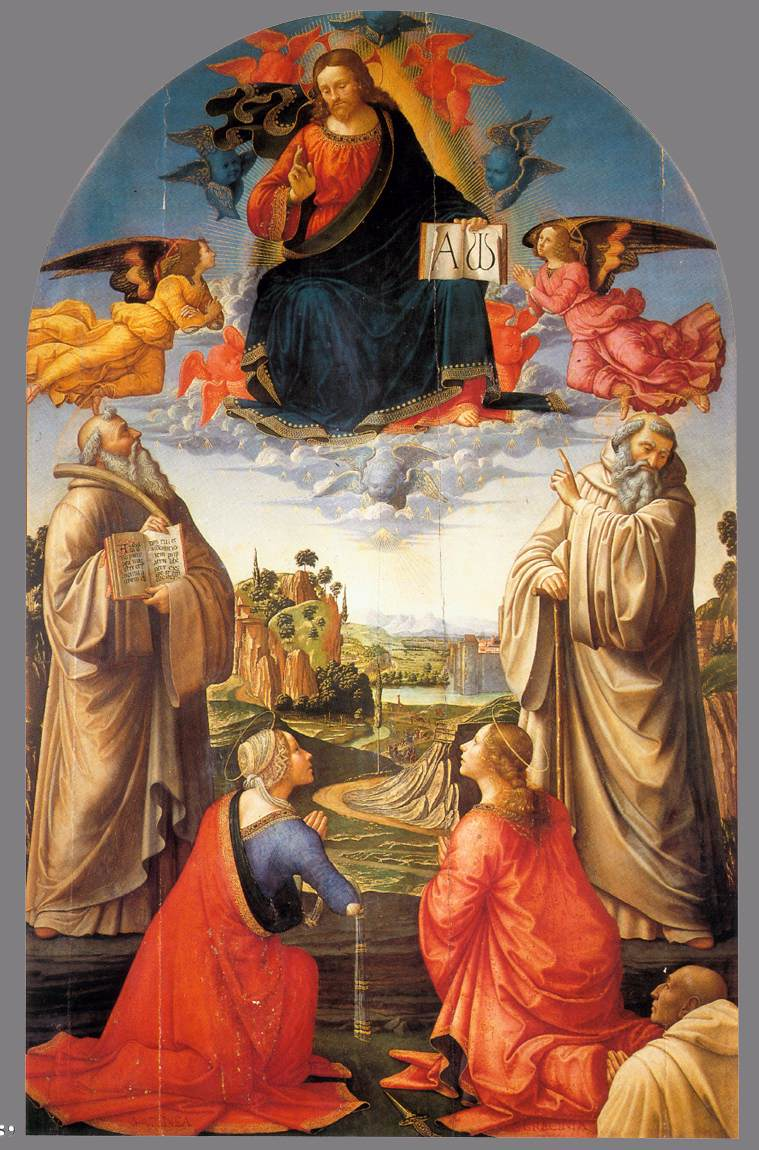
Domenico Ghirlandaio (bottega), Cristo in gloria con quattro santi e un donatore, tempera su tavola